# Narożniki (województwo wielkopolskie)
Narożniki – wieś w Polsce położona w województwie wielkopolskim, w powiecie grodziskim, w gminie Rakoniewice.
W okresie Wielkiego Księstwa Poznańskiego (1815-1848) wzmiankowane są dwie miejscowości: Narożnik wielki i Narożnik mały. Obie należały do ówczesnego powiatu babimojskiego w rejencji poznańskiej. Należały one do rakoniewickiego okręgu policyjnego tego powiatu i stanowiły część majątku Ruchocice, który należał wówczas do Zastrowa. Według spisu urzędowego z 1837 roku Narożnik wielki liczył 102 mieszkańców, którzy zamieszkiwali 17 dymów (domostw), natomiast Narożnik mały liczył 36 mieszkańców w siedmiu domach.
W latach 1975–1998 miejscowość administracyjnie należała do województwa poznańskiego.